# صبحي مبارك مال الله
صبحي مبارك مال الله وهو سياسي عراقي يشغل منصب مسؤول اللجنة الثقافية بالتيار الديمقراطي العراقي في أستراليا. كما كان رئيسا للجمعية الثقافة المندائية في أربيل.
كان عضوا في هيئة كتابة الدستور العراقي، وشغل منصب عضو في الجمعية الوطنية الانتقالية المؤقتة عامي 2004 و2005، وكان عضوا في لجنة التربية والتعليم العالي في الجمعية.

## روابط خارجية
- مقالات صبحي مبارك مال الله في موقع الحوار المتمدن